# Pheroliodes cordobensis
Pheroliodes cordobensis är en kvalsterart som beskrevs av Baranek 1986. Pheroliodes cordobensis ingår i släktet Pheroliodes och familjen Pheroliodidae. Inga underarter finns listade i Catalogue of Life.